# Парадайс Кей
Парадайс Кей (англ. Paradise Cay) — невключена територія в США, в окрузі Марін штату Каліфорнія, оточена містом Тібурон.

## Географія
Парадайс Кей розташований за координатами 37°54′46″ пн. ш. 122°28′32″ зх. д. / 37.91278° пн. ш. 122.47556° зх. д..